# Jeleniak szorstki
Jeleniak szorstki (Elaphomyces asperulus Vittad.) – gatunek grzyba z rodziny jeleniakowatych (Elaphomycetaceae)

## Systematyka i nazewnictwo
Pozycja w klasyfikacji według Index Fungorum: Elaphomycetaceae, Eurotiales, Eurotiomycetidae, Eurotiomycetes, Pezizomycotina, Ascomycota, Fungi.
Po raz pierwszy opisał go Carlo Vittadini w 1831 r. i nadana przez niego nazwa naukowa jest aktualna do dzisiaj.

## Morfologia
Owocnik w przybliżeniu kulisty, o średnicy 1–3 cm, zwarty i twardy, koloru ochry. Perydium drobno brodawkowate z szaroróżową aureolą, której brak u bardzo podobnego jeleniaka sarniego (E. granulatus). Gleba zbudowana według Montecchiego i Sarasiniego z worków zawierających 4–8 askospor, ale czasami obserwuje się w niej tylko szkliste strzępki, lub proszkowatą zawartość zawierająca wyłącznie czarne askospory. Dzieje się tak dlatego, że po dojrzeniu jego gleba rozpada się w amorficzną masę, podobnie jak w pieczarkowatych. Worki zanikają, ustępując miejsca czarnemu proszkowi zarodników. Są kuliste, o średnicy do 35 µm, początkowo żółtawe, po dojrzeniu stają się nieprzejrzyście czarne, pokryte bardzo krótkimi kolcami zlewających się w otoczkę.
Grzyb podziemny, zwykle zagrzebany w próchnicy. Zjadany jest przez dziki i wiewiórki, brak dokładnych danych na temat jego jadalności przez ludzi. Po katastrofie w Czarnobylskiej Elektrowni Jądrowej zauważono, że koncentruje w sobie radioaktywny cez. Często bywa zarażany przez maczużnika główkowatego (Tolypocladium capitatum).
Jeleniak szorstki jest podobny do jeleniaka sarniego, ale odróżnia się barwą perydium; szorstki na przekroju poprzecznym ma odcienie purpurowe, podczas gdy u jeleniaka sarniego jest białe.

## Występowanie i siedlisko
Podano występowanie w Europie, Azji i Ameryce Północnej. Najwięcej stanowisk podano w Europie, również w Polsce. Jest częsty, zwłaszcza w południowej części kraju. Owocniki znajdowano głównie w lasach iglastych i mieszanych, dużo rzadziej w liściastych.